# Prix Branko-Miljković
Le prix Branko-Miljković (en serbe cyrillique : Награда Бранко Миљковић ; en serbe latin : Nagrada Branko Miljković) est un prix littéraire serbe. Depuis 1971, il est décerné chaque année par l'assemblée de la ville de Niš pour honorer la mémoire du poète Branko Miljković et pour récompenser un livre de poésie.

## Lauréats
Les lauréats du prix sont les suivants :
- 2014 : Nikola Živanović pour Carmina Galli
- 2013 : Dejan Ilić pour Katastar
- 2012 : Alen Bešić pour Golo srce
- 2011 : Enes Halilović pour Pesme iz bolesti i zdravlja[1],[2]
- 2010 : Nikola Vujčić pour Dokle pogled dopire
- 2009 : Miodrag Raičević pour Dlan & lopata
- 2008 : Milan Đorđević pour Radost
- 2007 : Marija Šimoković pour Kinovar
- 2006 : Dobroslav Smiljanić pour Arhiv beline
- 2005 : Dejan Aleksić pour Posle
- 2004 : Nenad Jovanović pour Živeti na moderan i umreti na starinski način
- 2003 : Tomislav Marinković pour Škola trajanja
- 2002 : Gojko Đogo pour Crno runo
- 2001 : Živorad Nedeljković pour Tačni stihovi[3]
- 2000 : Vojislav Karanović pour Sin zemlje
- 1999 : Ana Ristović pour Zabava za dokone kćeri et Goran Stanković pour Četiri doba
- 1998 : Milan Orlić pour Bruj Milenija
- 1997 : Petar Cvetković pour Pesme iz autobusa
- 1996 : Srba Mitrović pour Snimci za panoramu
- 1995 : Draginja Urošević pour Dnevnik dobrovoljne nesanice
- 1994 : Vladimir Jagličić pour Usamljeni putnik
- 1993 : Dragan Jovanović Danilov pour Kuća Bahove muzike
- 1992 : Alek Vukadinović pour Ruža jezika
- 1991 : Milosav Tešić pour Ključ od kuće
- 1990 : Aleksandar Ristović pour Praznik lude
- 1989 : Rajko Petrov Nogo pour Lazareva subota
- 1988 : Slobodan Rakitić pour Osnovna zemlja et prix spécial à Slavomir Gvozdenović pour Podvlačanje crte
- 1987 : Izet Sarajlić pour Nekrolog slavuju
- 1986 : Miroslav Maksimović pour Soneti o životnim radostima i teškoćama
- 1985 : Veno Taufer pour Svirač pred paklom
- 1984 : Ivan V. Lalić pour Strasna mera
- 1983 : Borislav Radović pour Pesme 1971-1982.
- 1982 : Duško Novaković pour Nadzornik kvarta
- 1981 : Blaže Koneski pour Tamne vode
- 1980 : Ljubomir Simović pour Vidik na dve vode
- 1979 : Miodrag Pavlović pour Vidovnica
- 1978 : Stevan Raičković pour Slučajni memoari
- 1977 : Anđelko Vuletić pour Kad budem veliki kao mrav
- 1976 : Srbo Ivanovski pour Začarani putnik
- 1975 : Vasko Popa pour Vučja so, Živo meso, Kuća na sred druma
- 1974 : Danijel Dragojević pour Prirodopis
- 1973 : Branislav Petrović pour Predosećanje budućnosti
- 1972 : Oskar Davičo pour Pročitani jezik
- 1971 : Milutin Petrović pour Glava na panju